# 井財街政府服務大樓

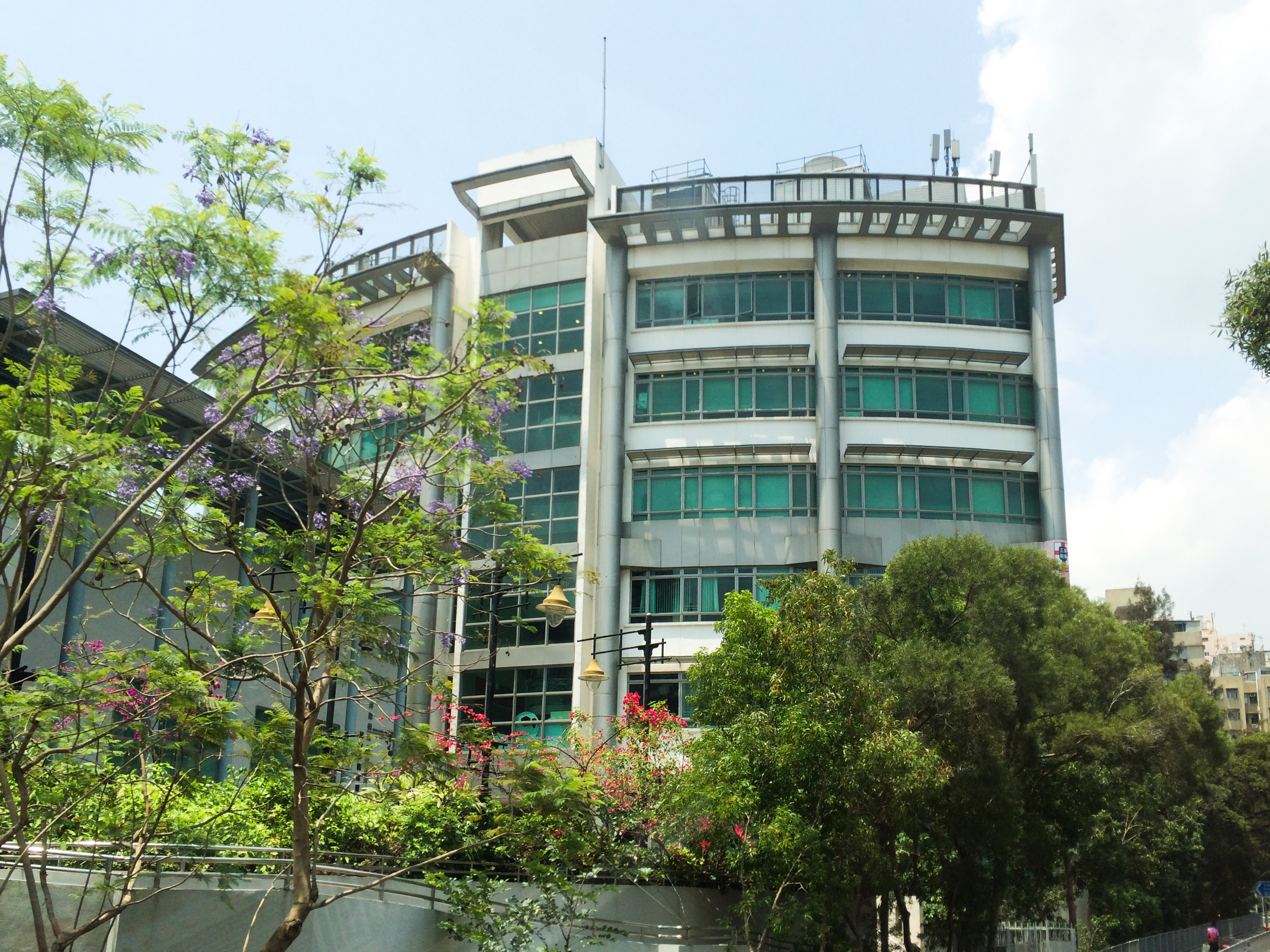
井財街政府服務大樓正面

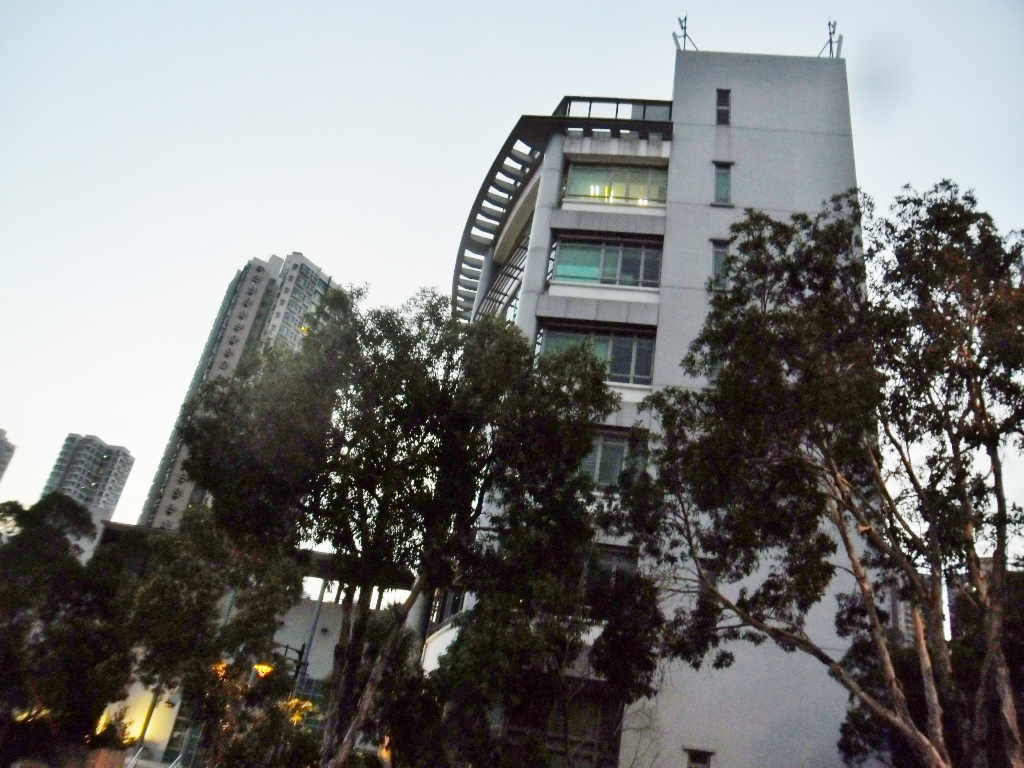
井財街政府服務大樓側面

井財街政府服務大樓是香港的一座政府大樓，位處於香港屯門井財街27號，樓高7層，於2007年4月啟用（18年前）。

## 設施
大樓內的設施包括香港警務處新界北防止罪案展覽室、食物環境衞生署屯門區環境衛生辦事處的小販組（6樓）（页面存档备份，存于）、潔淨組（页面存档备份，存于）、街市組（页面存档备份，存于）及防治蟲鼠組（5樓）（页面存档备份，存于）的辦事處，東華三院屯門綜合青少年服務中心（2及3樓）、井財街社區會堂、民政事務處的屯門大廈管理聯絡小組的辦事處（4樓），以及民眾安全服務隊 CD31、CD32、CD33及CD34分隊的辦事處。

## 外部連結
- 屯門井財街政府服務大樓位置圖（页面存档备份，存于）
- 屯門井財街聯用綜合大樓（页面存档备份，存于）（立法會工務小組委員會文件）
- 新界北總區防止罪案展覽室啟用典禮（页面存档备份，存于）
- 社區新聞